# Maybe You've Been Brainwashed Too
Singles
1. You Get What You Give
Sortie : 10 novembre 1998
2. Someday We'll Know
Sortie : 9 mai 1999

Maybe You've Been Brainwashed Too est le seul album des New Radicals. Publié à la fin de l'année 1998 par MCA Records, deux singles en sont extraits : You Get What You Give (1998) et Someday We'll Know (1999).
L'album atteint la 41e place sur le Billboard 200 et certifié disque de patine aux États-Unis avec plus d'un million d'exemplaires. Sur l'UK Albums Chart, l'album a atteint la 10e place.

## Pistes
1. Mother We Just Can't Get Enough – 5:46
2. You Get What You Give (Alexander, Rick Nowels) – 5:02
3. I Hope I Didn't Just Give Away the Ending – 6:37
4. I Don't Wanna Die Anymore – 4:16
5. Jehovah Made This Whole Joint for You – 4:11
6. Someday We'll Know (Alexander, Danielle Brisebois (en), Debra Holland) – 3:39
7. Maybe You've Been Brainwashed Too – 5:21
8. In Need of a Miracle – 3:43
9. Gotta Stay High – 3:06
10. Technicolor Lover – 3:42
11. Flowers – 3:52
12. Crying Like a Church on Monday – 5:02

Deux pistes supplémentaires ont été enregistrées pour l'album avant d'être finalement diffusées comme face B des singles :
- To Think I Thought (avec You Get What You Give ; également titre bonus sur la version japonaise de l'album)
- The Decency League (avec Someday We'll Know)